# Nazionale femminile di pallavolo dell'Austria
La nazionale femminile di pallavolo dell'Austria è una squadra europea composta dalle migliori giocatrici di pallavolo dell'Austria ed è posta sotto l'egida della Federazione pallavolistica dell'Austria.

## Rosa
Segue la rosa delle giocatrici convocate per l'European Golden League 2024.
| N° | Nome              | Ruolo | Data di nascita   | Squadra             |
| -- | ----------------- | ----- | ----------------- | ------------------- |
| 1  | Nicole Holzinger  | P     | 23 agosto 2005    | Klagenfurt          |
| 2  | Carmen Raab       | S     | 19 maggio 2006    | ASKÖ Linz-Steg      |
| 3  | Tamina Huber      | L     | 5 marzo 1994      | NÖ Sokol/Post       |
| 4  | Daniela Katz      | P     | 15 settembre 2000 | NÖ Sokol/Post       |
| 7  | Aida Mehić        | C     | 27 marzo 2001     | HAOK Mladost        |
| 10 | Julia Trunner     | O     | 5 agosto 2005     | Bisamberg           |
| 11 | Monika Chrtianska | S     | 18 novembre 1996  | Charleroi           |
| 13 | Lina Hinteregger  | S     | 18 dicembre 2004  | Kanti               |
| 14 | Kora Schaberl     | S     | 3 ottobre 1998    | Calais              |
| 15 | Anna Oberhauser   | L     | 19 agosto 1998    | Graz                |
| 16 | Anamarija Galić   | O     | 7 gennaio 2001    | Voluntari           |
| 18 | Nina Nesimović    | C     | 8 novembre 1996   | Arīs Salonicco      |
| 19 | Eva Stabentheiner | L     | 20 giugno 1996    | Ti-Volley Innsbruck |
| 21 | Verena Janka      | C     | 15 giugno 2002    | Graz                |
| 22 | Jana Gärtner      | C     | 8 maggio 2005     | Vilsbiburg          |
| 27 | Leila Fitz        | O     | 20 dicembre 2006  | Dornbirn            |

## Risultati

### Competizioni FIVB
| 1952 | non qualificata | -            |
| 1956 | 15º posto       | Convocazioni |
| 1960 | non qualificata | -            |
| 1962 | 14º posto       | Convocazioni |
| 1967 | non qualificata | -            |
| 1970 | non qualificata | -            |
| 1974 | non qualificata | -            |
| 1978 | non qualificata | -            |
| 1982 | non qualificata | -            |
| 1986 | non qualificata | -            |
| 1990 | non qualificata | -            |
| 1994 | non qualificata | -            |
| 1998 | non qualificata | -            |
| 2002 | non qualificata | -            |
| 2006 | non qualificata | -            |
| 2010 | non qualificata | -            |
| 2014 | non qualificata | -            |
| 2018 | non qualificata | -            |
| 2022 | non qualificata | -            |

### Competizioni CEV
| 1949 | non qualificata | -            |
| 1950 | non qualificata | -            |
| 1951 | non qualificata | -            |
| 1955 | non qualificata | -            |
| 1958 | 12º posto       | Convocazioni |
| 1963 | 12º posto       | Convocazioni |
| 1967 | non qualificata | -            |
| 1971 | 17º posto       | Convocazioni |
| 1975 | non qualificata | -            |
| 1977 | non qualificata | -            |
| 1979 | non qualificata | -            |
| 1981 | non qualificata | -            |
| 1983 | non qualificata | -            |
| 1985 | non qualificata | -            |
| 1987 | non qualificata | -            |
| 1989 | non qualificata | -            |
| 1991 | non qualificata | -            |
| 1993 | non qualificata | -            |
| 1995 | non qualificata | -            |
| 1997 | non qualificata | -            |
| 1999 | non qualificata | -            |
| 2001 | non qualificata | -            |
| 2003 | non qualificata | -            |
| 2005 | non qualificata | -            |
| 2007 | non qualificata | -            |
| 2009 | non qualificata | -            |
| 2011 | non qualificata | -            |
| 2013 | non qualificata | -            |
| 2015 | non qualificata | -            |
| 2017 | non qualificata | -            |
| 2019 | non qualificata | -            |
| 2021 | non qualificata | -            |
| 2023 | non qualificata | -            |

| 2009 | non qualificata | -            |
| 2010 | non qualificata | -            |
| 2011 | non qualificata | -            |
| 2012 | non qualificata | -            |
| 2013 | non qualificata | -            |
| 2014 | non qualificata | -            |
| 2015 | non qualificata | -            |
| 2016 | non qualificata | -            |
| 2017 | 10º posto       | Convocazioni |
| 2018 | non qualificata | -            |
| 2019 | 7º posto        | Convocazioni |
| 2021 | non qualificata | -            |
| 2022 | non qualificata | -            |
| 2023 | non qualificata | -            |
| 2024 | 12º posto       | Convocazioni |
| 2025 | non qualificata | -            |

| 2018 | 2º posto        | Convocazioni |
| 2019 | non qualificata | -            |
| 2021 | 2º posto        | Convocazioni |
| 2022 | non qualificata | -            |
| 2023 | 2º posto        | Convocazioni |
| 2024 | non qualificata | -            |
| 2025 | 3º posto        | Convocazioni |